# Dariusz Gęsior
Dariusz Jan Gęsior (uitspraak: [daˈriuʂ ˈgɛ̃ɕɔr], ong. darjoesj gensjor) (Chorzów, 9 oktober 1969) is een voormalig profvoetballer uit Polen, die zijn actieve carrière in 2007 afsloot bij Groclin Grodzisk in zijn vaderland.

## Clubcarrière
Gęsior speelde zijn gehele carrière als middenvelder in Polen, voor achtereenvolgens Ruch Chorzów, Widzew Łódź, Pogoń Szczecin, Amica Wronki, Wisła Płock en Groclin Grodzisk. Hij won twee landstitels en tweemaal de Poolse beker.

## Interlandcarrière
Gęsior kwam 22 keer (één doelpunt) uit voor de nationale ploeg van Polen in de periode 1991–2002. Hij maakte zijn debuut op 29 november 1992 in de vriendschappelijke uitwedstrijd tegen Uruguay (0-1). Gęsior maakte de enige treffer in dat duel, hetgeen de eerste thuisnederlaag voor Uruguay sinds 1981 betekende. Zijn 22ste en laatste interland speelde hij onder leiding van bondscoach Janusz Wójcik op 19 juni 1999, toen Polen tegen Nieuw-Zeeland (0-0) speelde op een vierlandentoernooi in Bangkok, Thailand.
Gęsior maakte deel uit van de Poolse selectie die de zilveren medaille won bij de Olympische Spelen in Barcelona. Hij kwam in vijf van de zes duels in actie voor de ploeg van bondscoach Wójcik.

## Erelijst
Ruch Chorzów
- Pools landskampioen

1989, 1997
- Pools bekerwinnaar

1996
 Wisła Płock
- Pools bekerwinnaar

2006
 Polen
- Olympische Spelen

Barcelona 1992 →  zilveren medaille